# Boza
Boza je bezalkoholno i osvježavajuće piće koje se spravlja od kukuruza (kukuruznog brašna), kvasca, šećera i vode. Specifičnog je slatkog okusa i žućkaste boje.  Priprema se i služi u slastičarnama, gdje je uz limunadu pripremaju po vlastitom receptu. Zbog relativno velikog udjela kvasca, boza ne može dugo zadržati slatkasti okus, jer dolazi do vrenja i pretvaranja mješavine kvasca sa šećerom u alkohol, nakon čega gubi svoj okus. Boza se može naći u slastičarnicama u Sarajevu i drugim gradovima u Bosni i Hercegovini, Makedoniji, ali i diljem Europe; s raznim primjesama, kao vanilin šećer, ili dodatkom drugih žitarica, čime se postiže sličan okus.

## Povijest
Pića od Fermentiranog brašna  žitarica (najčešće proso) radila su se u Anatoliji i Mezopotamiji od 9. ili 8. tisućljeća prije Krista, a Ksenofon je u 4. stoljeću spomenuo kako su mještani čuvali i hladili  ovakav  napitak u zemljanim  posudama. Postoje reference koje spominju "fermentirano piće" u Akadskim i Sumerskim tekstovima; spominju se pića Arsikku i Ar-Zig. U 10. stoljeću prije Krista, piće se nazvalo boza i postalo je uobičajeno među središnjim azijskim turskim narodima. Kasnije se proširilo na Kavkaz i Balkan.
Do 16. stoljeća, boza se slobodno pila svugdje, ali je običaj pripreme takozvane tatarske boze s opijumom naljutio službene vlasti pa je Sultan Selim II zabranio proizvodnju.
U 17. stoljeću, Sultan Mehmed IV zabranio je alkoholna pića, uključujući bozu, te je zatvorio sve trgovine bozom. Kroz povijest Osmanskog Carstva ta je zabrana bila postrožena, a zatim nekoliko puta olabavljena. Turski putopisac iz 17. stoljeća, Evlija Ćelebija, naveo je kako se boza u to vrijeme uvelike konzumirala i da je samo u Istanbulu radilo 300 točionica boze.
U tom su razdoblju bozu uvelike pili i janjičari u turskoj vojsci. Sadržavala je nisku razinu alkohola, stoga se tolerirala kao prihvatljivo piće u manjim količinama. U 19. stoljeću, slatka i bezalkoholna boza preferirala se u osmanskim palačama dok je kisela i alkoholna vrsta boze nestajala iz svakidašnjice.

## Proizvodnja i  čuvanje
Boza se proizvodi na Balkanu, osobito u Bugarskoj i većini turskih regija, ali se u pripravi ne koristi proso. Okus varira ovisno o žitaricama koje se koriste. Mjerenjem uzoraka boza izrađenih od brašna kukuruza, pšenice i riže, istraživači su utvrdili u prosjeku 12,3 % ukupnog šećera, 1,06 % proteina i 0,07 % masti. 
Boza se pokvari ako se ne drži na hladnome mjestu, stoga se u Turskoj nije prodavala tijekom vrućeg ljeta, no umjesto nje su se prodavala   alternativna pića poput soka od grožđa ili limunada. Boza se ponajviše proizvodi u Srbiji, Crnoj Gori, Bosni i Hercegovini, Kosovu, Bugarskoj, Albaniji i Sjevernoj Makedoniji kao osvježavajuće piće tijekom cijele godine.